# Otago
Otago este o regiune ce se află situată în sud pe South Island (insula de sud), ce aparține de Noua Zeelandă. Regiunea Otago ar corespunde cu fostul district North Otago. Ea se întinde pe o suprafață de 32,000 km2 (12,000 sq mi) și are în anul 2009 o populație de ca. 205,400 loc. Numele Otago este de origine maoră.